# 박영종
박영종(朴永鍾, 1917년 2월 19일 광주 ~ 1959년 4월 28일)은 대한민국의 언론인 출신 정치인이다. 광복 후 우익 계열에서 활동했으며, 제3대 국회의원을 지냈다.

## 약력
- 일본 와세다 대학 정치학과 학사
- 한국독립당 초급행정위원
- 독립촉성중앙협의회 전남지부 조직
- 서울신문 기자
- 호남신문 편집국장
- 대한청년단 전남도단 부단장
- 1954년 자유당 상임위원.
- 1954년 ~ 1958년 자유당 민의원의원.
- 1958년 1월 - 자유당 탈당.
- 1959년 간장염으로 투병 중 별세.

## 역대 선거 결과
|  | 25.94% |

|  | 11.32% |

|  | 50.35% |

|  | 19.32% |

## 참고 자료
- 박영종 - 대한민국헌정회